# Autoportrait aux deux cercles
Pour les articles homonymes, voir Autoportrait (homonymie).
Autoportrait aux deux cercles est une peinture à l'huile du peintre hollandais Rembrandt réalisée entre 1665 et 1669, l'un des plus de 40 autoportraits de Rembrandt, aujourd'hui conservé à la Kenwood House de Londres.
Dans ce portrait, Rembrandt tient sa palette, ses pinceaux et son appuie-main. Le tableau se distingue par sa monumentalité (114 × 95 cm) et le fond énigmatique constitué d'un espace peu profond avec les fragments de deux cercles.

## Contexte
Autoportrait avec deux cercles est l'un des plus de 40 autoportraits peints par Rembrandt (ainsi qu'un nombre similaire dans d'autres médias), un nombre unique pour l'époque, et l'une des nombreuses représentations dans plusieurs gravures ou peintures, datant d'au moins 1629 qui le montrent au travail en train de peindre. 
Ces autoportraits forment une série de portraits réflexifs qui dépeignent l'évolution de sa personnalité, comme on le verra plus souvent aux XIXe et XXe siècles avec des peintres tels que Vincent van Gogh, Edvard Munch, Max Beckmann et Frida Kahlo.  Alors qu'à la fin des années 1620 il se présente comme un jeune homme motivé, ambitieux et avec de grands rêves, vers 1640 il se peint surtout comme un homme du monde, et à la fin de sa vie comme un artisan au travail. L'Autoportrait aux deux cercles est un exemple typique de cette dernière période.

## Description
Contrairement à d'autres autoportraits tardifs, Rembrandt, une main sur la hanche, apparaît tendu et même provocateur, l'impression est celle d'un maître affirmant solennellement son génie. Rembrandt a peint Autoportrait avec deux cercles dans la dernière phase de sa vie, quand les choses n'allaient pas aussi bien pour lui, tant sur le plan privé que professionnel. Néanmoins, il se dépeint dans une pose confiante, nonchalante, presque provocante, convaincu de ses capacités, vêtu d'un manteau majestueux bordé de fourrure, sous lequel se trouve un vêtement rouge. Un chapeau blanc est posé sa tête, semblable à celui porté dans plusieurs autres autoportraits tardifs. Son bras droit repose fermement sur une balustrade. En même temps, il se présente sans pitié comme une personne marquée par la vie, à la peau fragile, aux joues tombantes et aux sillons épais autour des sourcils. Il regarde le spectateur droit dans les yeux, un peu inquisiteur, comme s'il se demandait à qui il a affaire, tout comme le spectateur peut se demander quel genre d'homme est vraiment l'artiste, ce qui se passe dans sa tête.
Les rayons X indiquent que Rembrandt s’est peint d'abord la main droite levée, tenant un pinceau, comme s’il allait commencer à peindre.

## Technique et analyse

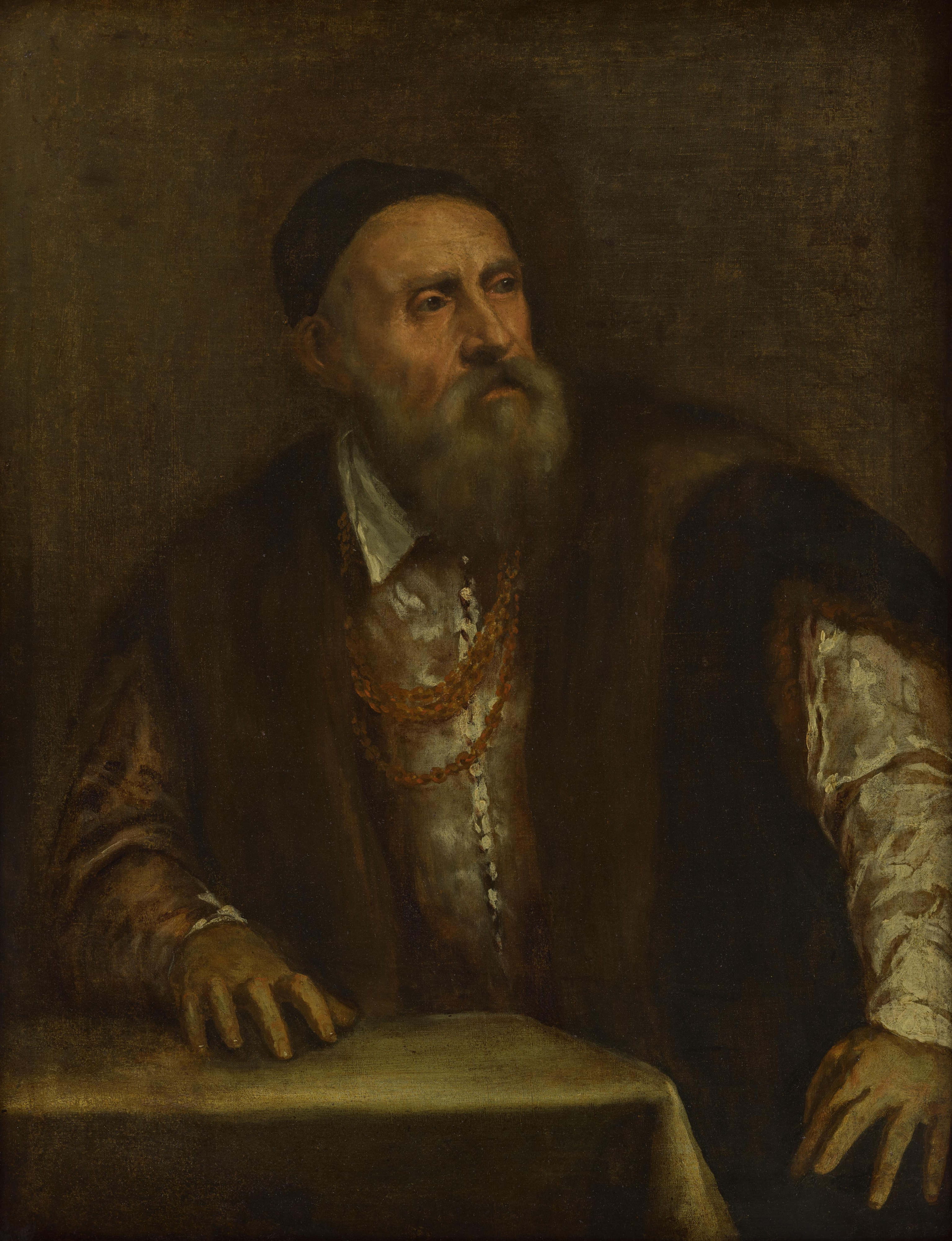
Titien, Autoportrait, huile sur toile (vers 1546-1547), Gemäldegalerie, Berlin. Rembrandt s'est inspiré du coup de pinceau suggestif de l'œuvre tardive de Titien.

Comme dans de nombreuses œuvres tardives de l'artiste, la peinture se caractérise par son improvisation, avec des détails qui se lisent comme inachevés,. Elle se distingue immédiatement par les contrastes baroques clair-obscur et la manière grossière de travailler, réalisée d'une façon pâteuse, avec une touche lâche. Dans certaines zones, telles que le visage et le côté droit du chapeau, une couche de peinture grise a été utilisée comme terrain d'entente tonal, sur laquelle des lumières audacieuses et de riches accents sombres ont été ajoutés, parfois avec des coups de peinture rapides appliqués mouillé sur mouillé. À plusieurs endroits, Rembrandt a « dessiné » dans la peinture alors qu'elle était encore humide, incisant des lignes dans la moustache, le sourcil gauche et le col de la chemise, et a travaillé la surface avec des spatules. Les mains, la palette, les pinceaux et la doublure en fourrure de la robe de l'artiste, ou tabbaard, ont été peints avec une grande rapidité, comme en témoignent notamment les attributs du peintre et ce qui aurait dû être sa main gauche. Rembrandt se tient devant son chevalet, dont la toile ou le panneau en haut à droite est plus suggéré que défini dans une seule bande verticale. Il est possible que Rembrandt ait voulu que le spectateur continue à compléter lui-même les parties pertinentes « dans sa tête ». 
On ne sait pas si Rembrandt avait l'intention de parachever ces zones, mais la force globale de la peinture rend superflu le souci de son achèvement. Une explication plus plausible est que le portrait est peut-être resté inachevé : bien qu'il ait probablement commencé à y travailler dès 1665 et que les parties essentielles semblent complètement terminées, contrairement à la coutume de Rembrandt, il n'est ni daté ni signé. Les générations suivantes d'artistes apprécièrent les passages inachevés : Joshua Reynolds commente sa « manière très inachevée », mais la trouve « admirable par sa couleur et son effet », et Jean-Honoré Fragonard en fait une copie peinte. Que Rembrandt n'ait peut-être pas considéré l'œuvre comme complète est suggéré par l'omission de sa signature et de sa date. Il est aussi possible que l'intention de Rembrandt ait été de laisser une peinture biographique emblématique pour la postérité, plus profonde qu'un autoportrait traditionnel. Dans cette veine, une comparaison avec l'autoportrait « inachevé » tardif de Titien à la Gemäldegalerie (Berlin), auquel ressemble Autoportrait avec deux cercles, est appropriée.
Certains des passages apparemment inachevés sont conçus comme des révisions d'une conception précédente : le corps est à l'origine tourné plus loin vers la droite du spectateur, avec le bras de Rembrandt levé pour qu'il soit représenté en train de peindre sur une toile au bord du tableau tout en tenant des pinceaux dans sa main gauche. Les modifications ultérieures, y compris la repeinte de sa main gauche sur sa hanche, ont réduit le mouvement de la figure et augmenté son sens de la monumentalité. Les zones les plus richement élaborées sont l'arrière-plan et la tête, cette dernière étant composée de nombreuses couleurs nuancées, peintes en épaisseur et conférant un réalisme dynamique. Les orbites, peintes de glacis subtils, un œil dans l'ombre et l'effet énigmatique se trouvent en contraste avec les zones empâtées.
Quoi qu'il en soit, l'autoportrait a un caractère expressif et improvisé sans précédent pour son époque. Sa modernité est soulignée par la division en grandes surfaces symétriques, le peu de détails et la palette de couleurs limitée, qui confèrent à la composition une certaine monumentalité. L'œuvre a servi de « vitrine » à la grande exposition Late Rembrandt en 2015, au Rijksmuseum Amsterdam.

## Cercles
La signification de l'arrière-plan a suscité de nombreuses spéculations,. La surface plane derrière Rembrandt a été interprétée comme un mur ou une toile tendue. Parmi les théories expliquant la signification des lignes arquées est qu’elles sont dessinées sur un mur, ou qu’elles représentent des hémisphères dans une carte du monde, une caractéristique de conception commune des maisons néerlandaises ; cependant, les cercles ne contiennent aucune référence géographique et sont placés assez loin les uns des autres,.
Il a été suggéré que les cercles représentent la rota aristotelis - l'idée aristotélicienne de la vraie forme du monde - ou ont une signification kabbalistique, mais cela semble tiré par les cheveux. Il a également été théorisé que les cercles symbolisent la perfection des compétences artistiques, comme dans l'histoire du maître italien Giotto convoqué par le pape pour démontrer son talent artistique et qui répondit en dessinant un cercle parfait en un seul mouvement,. Jeanne Porter suggère que Rembrandt, par son intérêt pour l’œuvre de Titien, connaissait peut-être l’histoire du maître italien Giotto. Une histoire similaire implique Apelle, peintre de la cour d'Alexandre le Grand, et son collègue artiste Protogène, chacun engagé dans le dessin de lignes « parfaites ». Que les cercles remplissent une fonction de composition, celle de structure géométrique, est également une possibilité.
Peut-être est-ce simplement lié au désir de l'artiste de démontrer une habileté à dessiner à main levée des cercles parfaits, ou simplement que les cercles aient été présents sur une toile servant de fond à l'œuvre. On ne peut qu'établir, compte tenu également de la symétrie du positionnement, que Rembrandt leur a consciemment attribué une fonction compositionnelle importante dans le tableau. Toutes les autres interprétations restent hypothétiques. Ni les documents ni les données biographiques ne sont concluants.

## Datation
Lors de l'exposition Late Rembrandt en 2015 au Rijksmuseum Amsterdam, le conservateur de recherche Jonathan Bikker et le responsable des arts visuels Gregor JM Weber ont daté le tableau d'environ 1665-1669. La Kenwood House, dont il appartient à la collection, le date d'environ 1665-1668.